# Alan Bates
Sir Alan Arthur Bates, CBE (født 17. februar 1934 i Allestree, Derbyshire, England, død 27. december 2003 i London, England) var en britisk skuespiller, og en af de førende britiske karakterskuespillere på scene og lærredet.
Bates teaterdebuterede i 1955 som medlem af English Stage Company, og gjorde sig i 1956 bemærket i John Osbornes skuespil Look Back in Anger (Ung vrede), og filmdebuterede som en af sønnerne i Tony Richardsons The Entertainer (Entertaineren, 1960), også efter Osborne. På scenen spillede han i klassikere (såsom Shakespeare, Tjekhov), men fortsatte også sin indsats for samtidsdramatikere som Harold Pinter, David Storey og Tom Stoppard. Han havde et betydeligt antal filmroller, men hans brede popularitet var baseret på en håndfuld af dem, bl.a. i Zorba the Greek (Zorba - grækeren, 1964), Georgy Girl (1966), Women in Love (Når kvinder elsker, 1969) og An Unmarried Woman (En fri kvinde, 1978). Bates var også Claudius i Franco Zeffirellis Hamlet (1990) og medvirkede i Robert Altmans Gosford Park (2001).

## Privatliv
Bates var gift med Victoria Ward, men havde også en række homoseksuelle forhold samtidigt.